# Philip Brocklehurst
Sir Philip Lee Brocklehurst,, né le 7 mars 1887 à Swythamley Park, dans le Staffordshire, et mort le 28 janvier 1975, est un militaire et géologue britannique.

## Biographie
Né dans une riche famille, il a étudié au Eton College et au Trinity Hall de Cambridge, il représentait, en 1905 et 1906, l'Université de Cambridge dans des compétitions de boxe.
Il s'est engagé dans l'armée, obtenant une commission dans l'unité de cavalerie de la Derbyshire Yeomanry (en), mais quitta son poste à 20 ans pour participer à l'expédition Nimrod d'Ernest Shackleton en tant qu'assistant géologue,. Il a en effet souscrit 2 000 livres sterling (équivalent à £150 000 en 2008) pour obtenir une place à l'expédition.